# Dorfkirche Gelmeroda

Dorfkirche Gelmeroda aus einer von Lyonel Feininger gewählten Perspektive

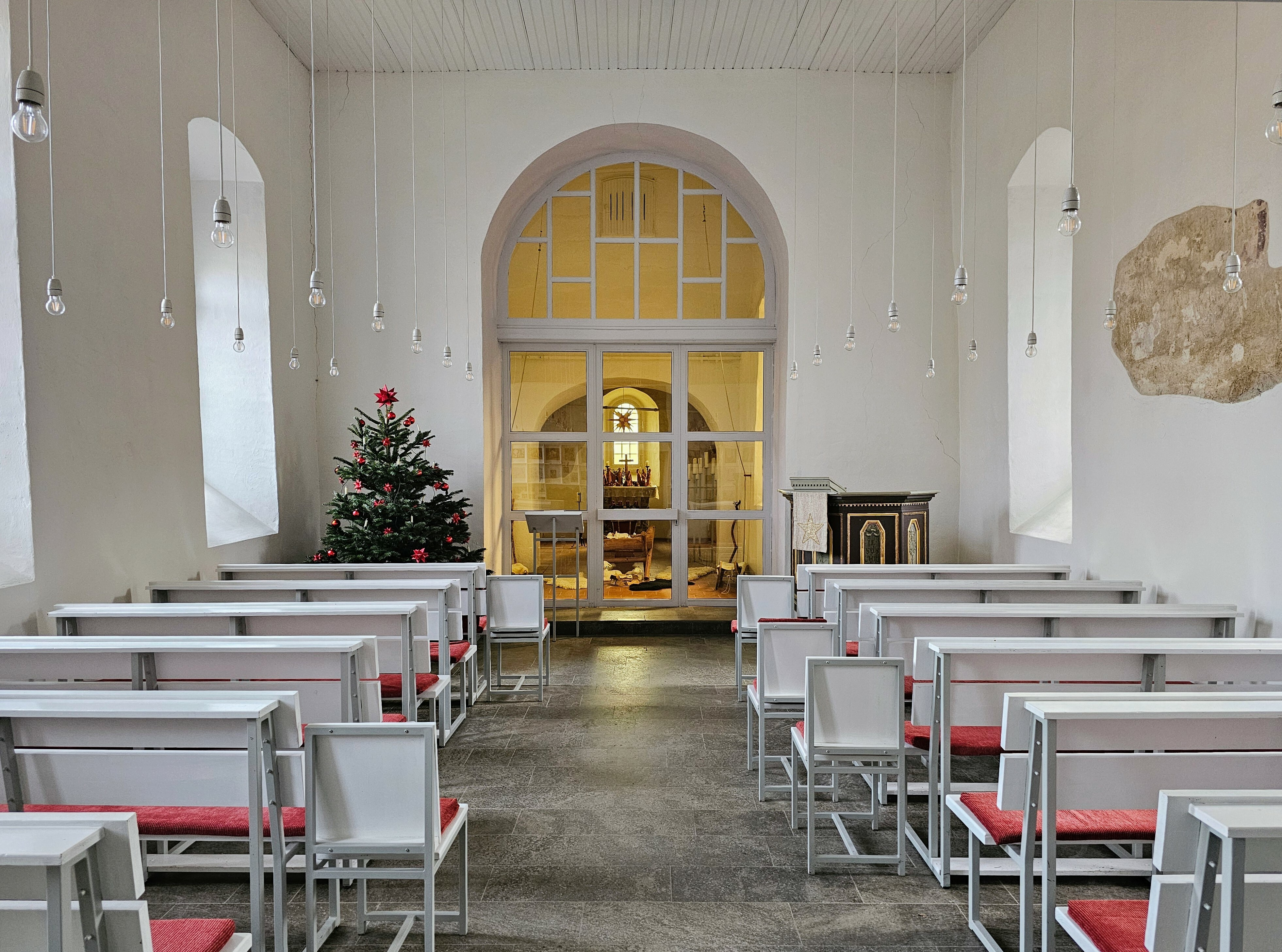
Innenraum (2023)

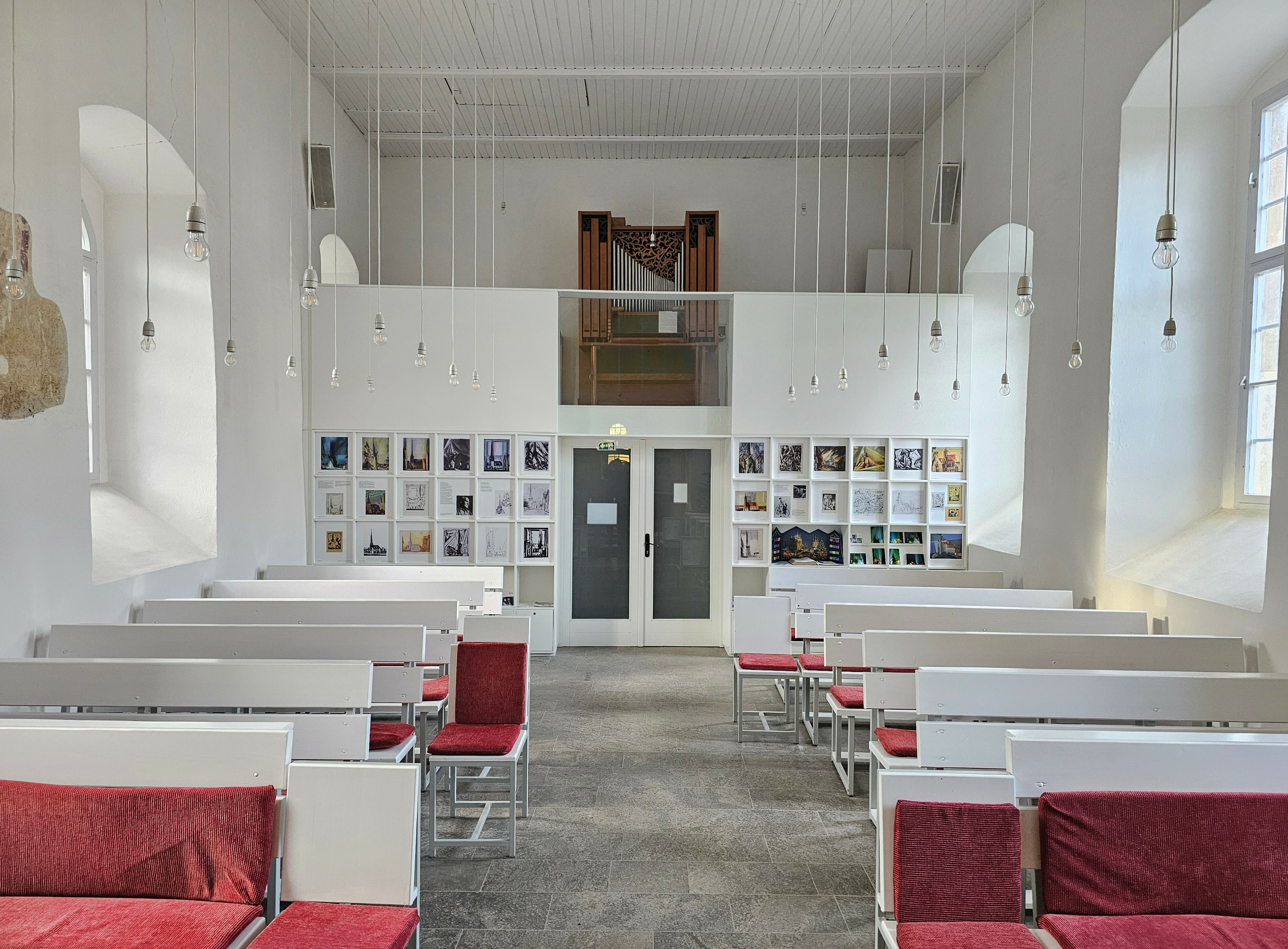
Blick zur Orgel

Die Dorfkirche Gelmeroda steht im Ortsteil Gelmeroda der Stadt Weimar in Thüringen und gehört zum Kirchengemeindeverband Buchfart-Legefeld im Kirchenkreis Weimar der Evangelischen Kirche in Mitteldeutschland.

## Lage
Die Kirche befindet sich südlich des Dorfes und nördlich der Anschlussstelle der Bundesautobahn 4 zur Bundesstraße 85. Sie liegt auf einer erhöhten nach Süden ansteigenden Ebene, wie das Dorf im Ackerbaugebiet um Weimar.

## Geschichte
Anfang des 13. Jahrhunderts wurde der älteste Teil der Chorturmkirche errichtet. Wenige Jahre später erweiterte man den Chor nach Osten. Dort befinden sich Reste der mittelalterlichen Seccomalerei. Das Langhaus ist im 14/15. Jahrhundert erbaut und später noch einmal umgebaut worden.
Zu Zeiten der DDR war die Kirche dem Verfall preisgegeben. Bürger des Dorfes und Umfelds wurden als Mitglieder eines Vereines aktiv und retteten das Gebäude vor dem Verfall. Nach umfassender Sanierung wurde die Kirche 1991 wieder eingeweiht und erhielt 1994 als erste Kirche in den damals neuen Bundesländern den Status einer Autobahnkirche.

## Glocken
1999 konnte eine zweite Glocke angeschafft werden: Entworfen wurde sie von Glockengießermeister Peter Schilling (1930–2001) und Margarete Schilling; der Künstler und Glockengestalter Horst Jährling schuf den Glockenschmuck dieser letzten Glocke der Glockengießer-Dynastie Schilling aus Apolda. Gegossen wurde sie als großes öffentliches Ereignis auf dem Markt in Weimar von der Glockengießerei Rudolf Perner aus Passau.
| Foto | Gießer/ Gießort                                                                    | Gussart | Jahr | Ø (mm) | Gewicht (kg) | Nominal | Glockenzier und Inschriften | Glockengeschichte |
| ---- | ---------------------------------------------------------------------------------- | ------- | ---- | ------ | ------------ | ------- | --- | --- |
|      | Carl Friedrich Ulrich (Apolda)                                                     | Bronze  | 1864 | 728    | 260          | cis2    | Hals Fries aus hängenden Akanthuspalmetten Schulter Zierband geometrischer Bandfries mit sich wiederholenden Motiven aus parallel angeordneten liegenden Palmenblättern auf Rautengrund [eingefasst von zwei Bändern, die sich in gleichmäßigen Abständen zu einem Flechtwerk auf halber Höhe des Frieses kreuzen]; breites Zierband; einem Kreuzbogenfries nachempfundener gewundener Bandfries aus spitzbogenförmigen Bandwindungen mit je drei Quasten an den Bandspitzen und sich zu Schleifen vereinenden Bogenenden mit kleinen stehenden Palmetten auf diesen Bandschleifen Flanke /ES SEGNE UNS GOTT, UNSER GOTT ◊//UND ALLE WELT FUERCHTE DEM HERRN//GUSS VON C.F.ULRICH//IN APOLDA 1864/ Flanke (andere Seite) /EHRE SEI GOTT IN DER HOEHE./ Wolm Waldbeerenfries Schlag zwischen zwei runden Reifen Fries, sog. „Laufender Hund“, die gerundete Variante eines Mäanders, wobei Teile der wellenförmigen Bögen durch stilisiere Blätter ersetzt sind und zusätzlich eingeschlossene Blüten die kreisförmigen Enden der einzelnen Böge verzieren | 1613 Bronzeglocke Hieronymus Möhring[k]; 1743 Palmsonntag zersprungen; 1743 Bronzeglocke Johann Christoph Rose (Apolda); 1893 bei Lehfeld vorhanden; Verlust (?); 1927 Bronzeglocke Franz Schilling Söhne (Apolda) Nr. 10590; 1942 Verlust; 1950 aus Glockenfonds zugeteilt |
|      | Karlsruher Glocken- und Kunstgießerei GmbH & Co. KG auf Marktplatz Weimar gegossen | Bronze  | 1999 | 621    | 162          | dis2    | gestaltet von Horst Jährling; Schulter /Land, Land, Land, höre des Herren Wort!/ Flanke Christuszeichen/Gegossen A.D. 1999/ /WEIMAR//KULTUR-STADT//EUROPAS/ Wolm /Gießerzeichen/[Kreuz auf drei Wappen] Karlsruher Glockengießerei | 1630 Bronzeglocke Johannes Berger (Weimar); 1832 [Lehfeld] / 1864 Bronzeglocke; Verlust Erster Weltkrieg; 1931 Bronzeglocke Franz Schilling Söhne (Apolda); 1942 abgenommen und eingeschmolzen                                                                              |

## Orgel
Die kleine Orgel auf der Empore mit sechs Registern auf einem Manual und Pedal wurde 1972 als Meisterstück von Klaus Kopetzki aus Steinheim an der Murr erbaut und 1990 in Gelmeroda aufgestellt, zunächst als Dauerleihgabe. 2012 folgte der Kauf durch die Kirchengemeinde.
Jährlich besuchen etwa 10.000 Gäste die Kirche.

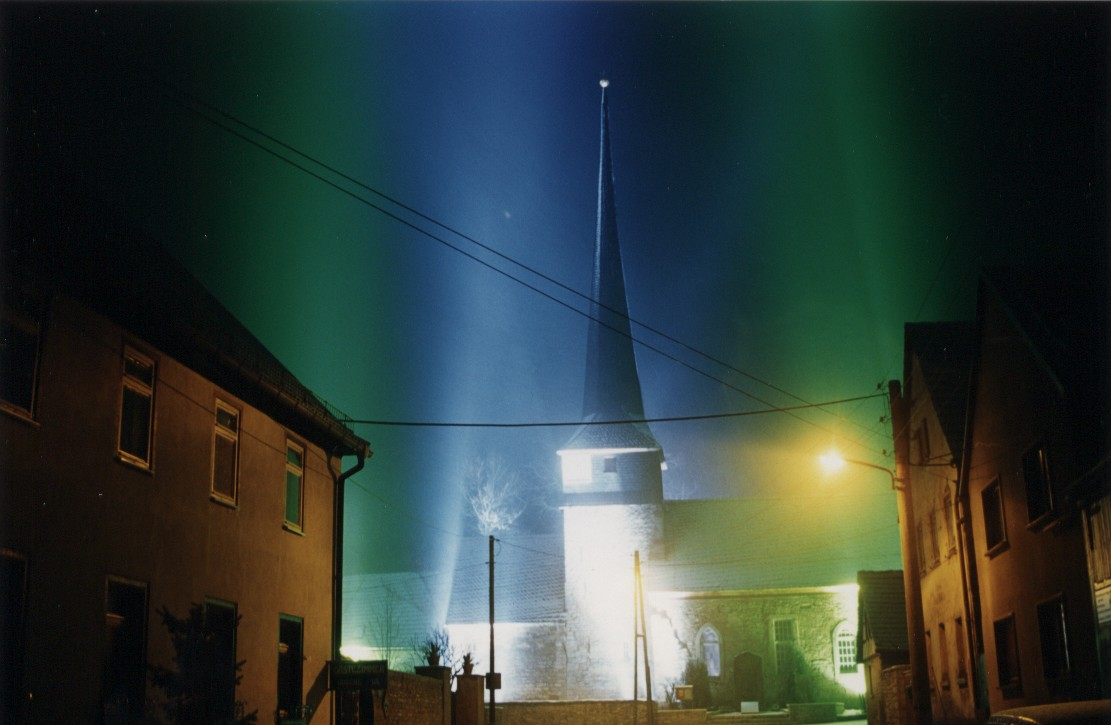
Die Kirche als Teil der Lichtskulptur

## Feiningerkirche
Die Gestalt des Turmes hat den deutsch-amerikanischen Maler Lyonel Feininger inspiriert und durchzieht wie ein Leitmotiv alle seine Schaffensperioden. Daher trägt die Kirche den Beinamen Feiningerkirche. Seine Gemälde erwarben Weltruhm. Dies war u. a. Anlass die  Lichtskulptur Gelmeroda 9803 als eine mit dem Gebäude und der umgebenden Lufthülle kommunizierende Lichtkunst zu kreieren. Als temporäres Kunstwerk, das immer wieder neu entsteht, ist sie der Kulturhauptstadt Weimar 1999 gewidmet.